# 八帖北町
八帖北町（はっちょうきたまち）は愛知県岡崎市の町名。丁番を持たない単独町名であり、小字は設置されていない。

## 地理
岡崎市の西部に位置する。

### 河川
- 矢作川
- 早川

### 番地
| - 1 - 2 - 3 - 4 - 5 - 6 - 7 - 8 - 9 - 10 - 11 - 12 - 13 | - 14 - 15 - 16 - 17 - 18 - 19 - 20 - 21 - 22 - 23 - 25 - 26 - 27 | - 28 - 29 - 30 - 32 - 33 - 34 - 35 - 36 - 37 - 38 - 42 - 148 |

## 世帯数と人口
2019年（令和元年）5月1日現在の世帯数と人口は以下の通りである。
| 町丁     | 世帯数  | 人口    |
| -------- | ------- | ------- |
| 八帖北町 | 595世帯 | 1,232人 |

### 人口の変遷
国勢調査による人口の推移
| 1995年（平成7年）  | 1,051人 | [ 6 ]  |  |
| 2000年（平成12年） | 1,208人 | [ 7 ]  |  |
| 2005年（平成17年） | 1,149人 | [ 8 ]  |  |
| 2010年（平成22年） | 1,204人 | [ 9 ]  |  |
| 2015年（平成27年） | 1,236人 | [ 10 ] |  |

## 小・中学校の学区
市立小・中学校に通う場合、学区は以下の通りとなる。
| 番・番地等 | 小学校             | 中学校             |
| ---------- | ------------------ | ------------------ |
| 全域       | 岡崎市立連尺小学校 | 岡崎市立城北中学校 |

## 歴史
額田郡八帖村を前身とする。
- 明治初期、岡崎城下である岡崎松葉町と、八町村が合併をし、八帖村となる。その後の明治22年10月1日、町村制施行に伴い、岡崎横町・岡崎亀井町・岡崎久右衛門町・岡崎魚町・岡崎康生町・岡崎材木町・岡崎十王町・岡崎松本町・岡崎上肴町・岡崎伝馬町・岡崎田町・岡崎唐沢町・岡崎島町・岡崎投町・岡崎能見町・岡崎八幡町・岡崎板屋町・岡崎福寿町・岡崎門前町・岡崎祐金町・岡崎裏町・岡崎両町・岡崎連尺町・岡崎六地蔵町・岡崎籠田町・菅生村・中村・梅園村・八帖村・六供村が合併して岡崎町となり消滅した。
- 1976年（昭和51年）3月25日 - 日名町、元能見町、八帖町、田町の各一部を分離し、八帖北町を設置[1]。

## 交通
鉄道
- 愛知環状鉄道・愛知環状鉄道線
  - 中岡崎駅の一部

道路
- 国道1号
  - 東海道（龍城通り）
  - 矢作橋
- 国道248号
- 都市計画道路岡崎環状線[12]

## 施設
- 岡崎市八帖保育園
- 岡崎市城北保育園
- 岡崎市総合子育て支援センター
- 中部電力 八帖変電所
- 岡崎建設業会館
- 横田自動車
- イオ信用組合 岡崎支店
- 八帖雨水ポンプ場
- 八帖公園

## ギャラリー

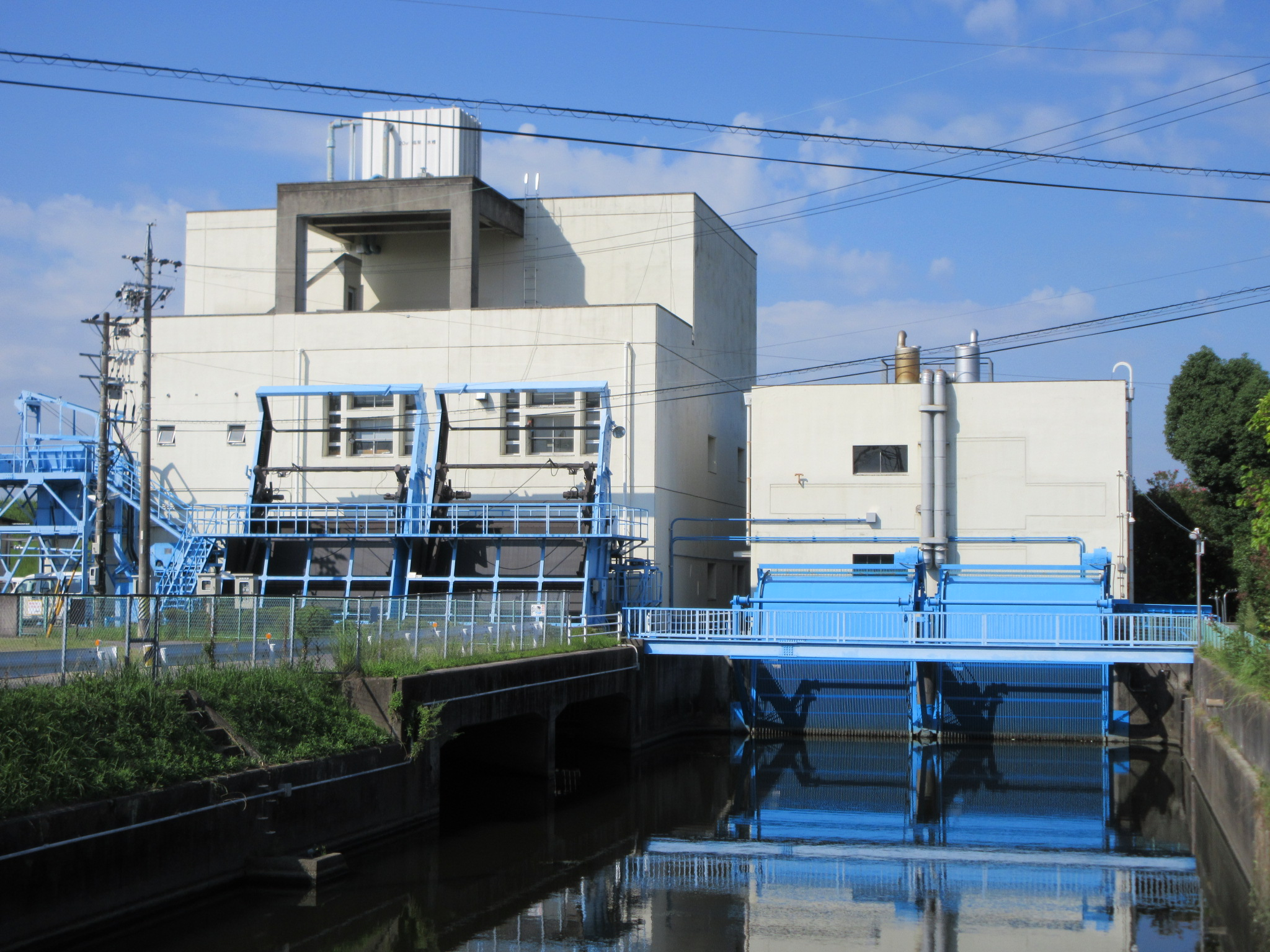
八帖雨水ポンプ場
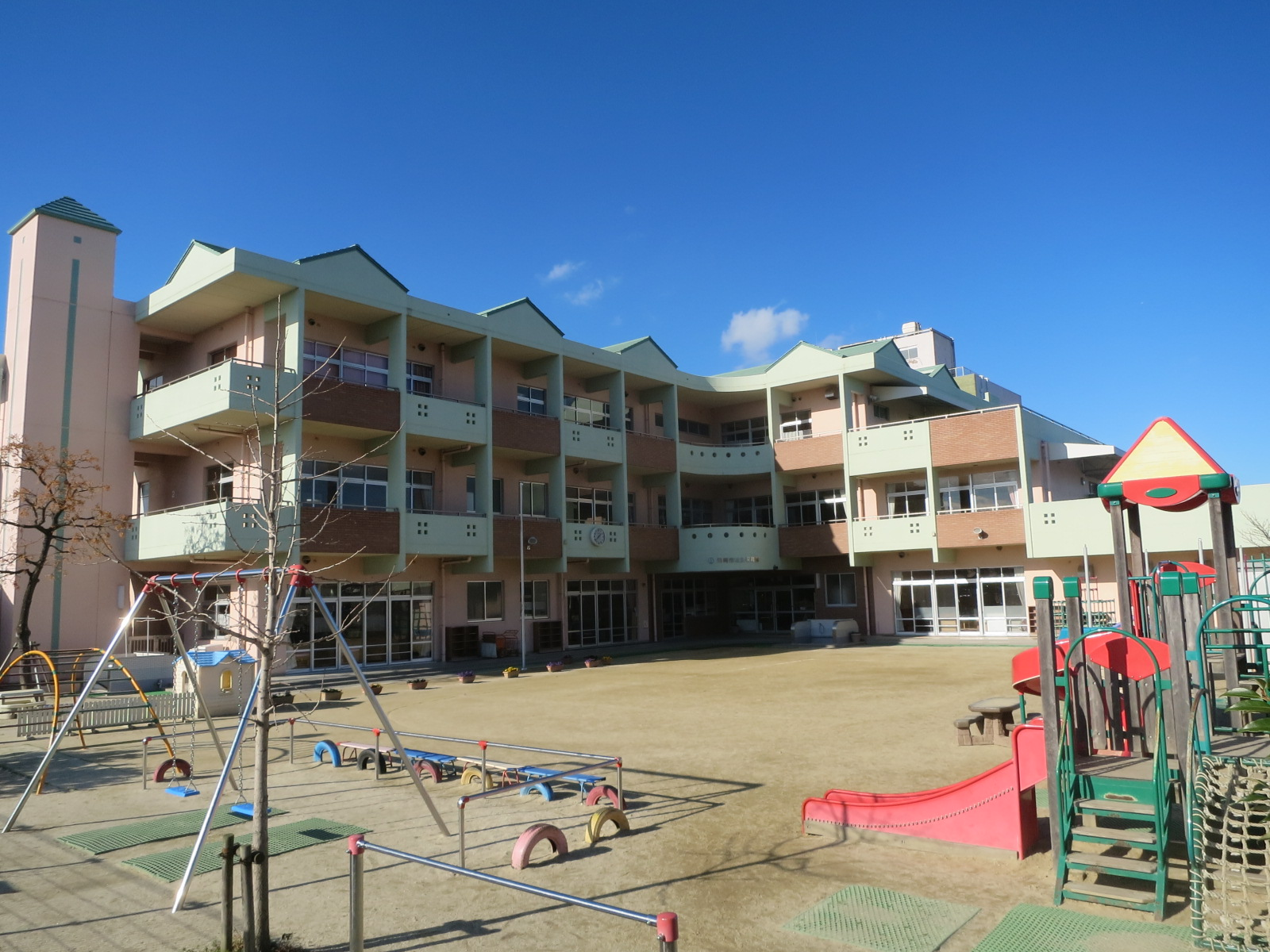
岡崎市城北保育園
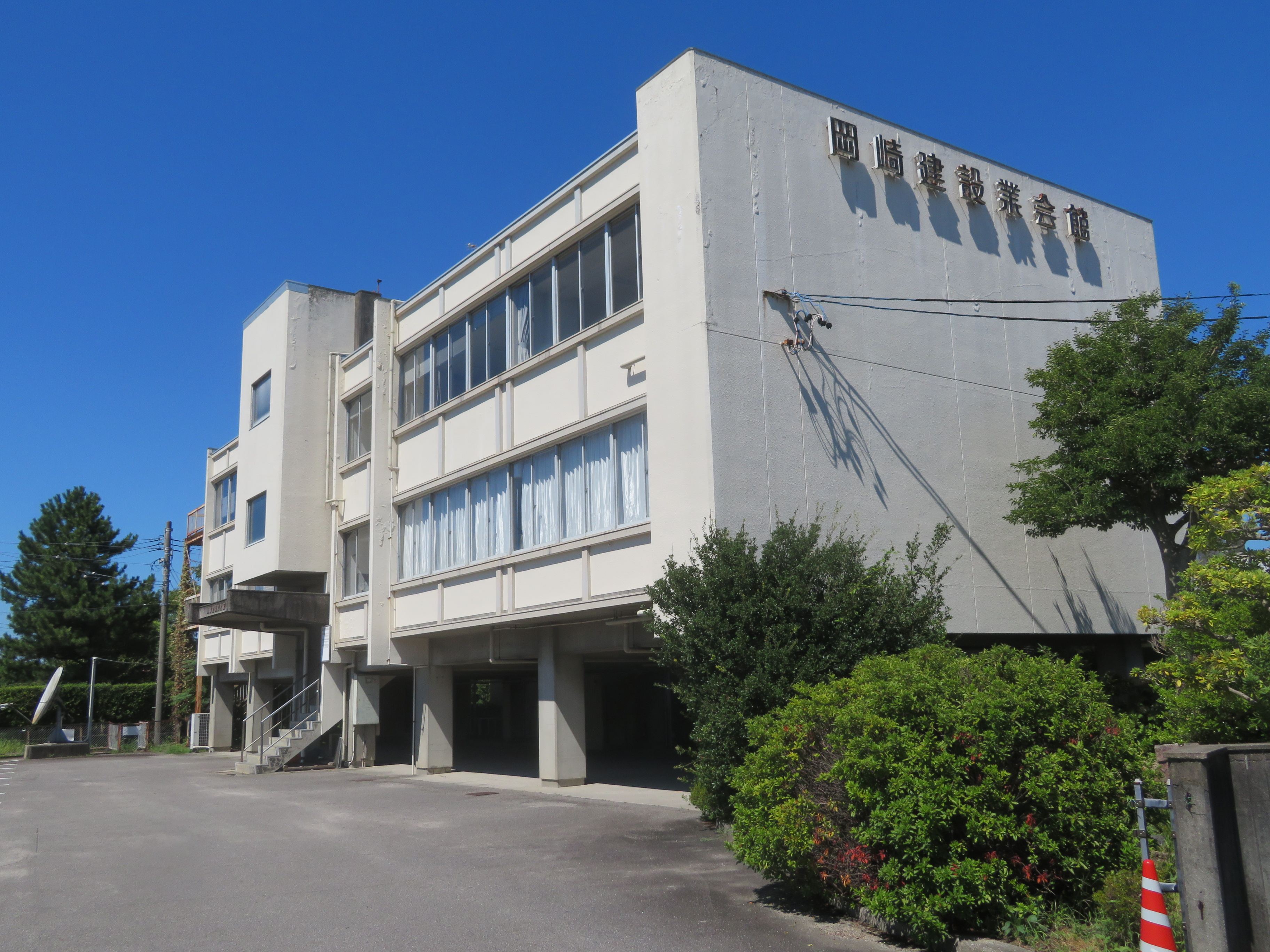
岡崎建設業会館
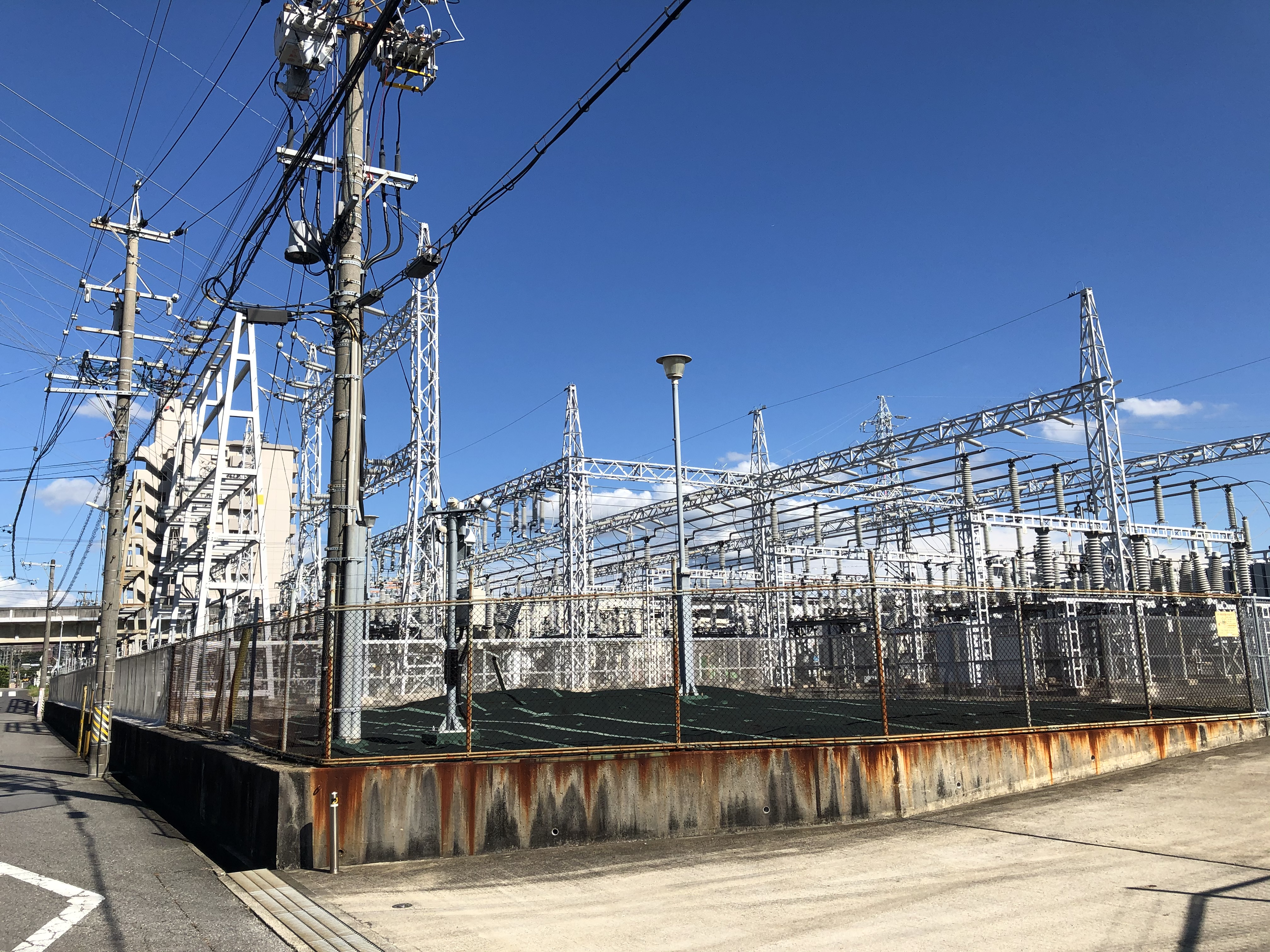
中部電力八帖変電所
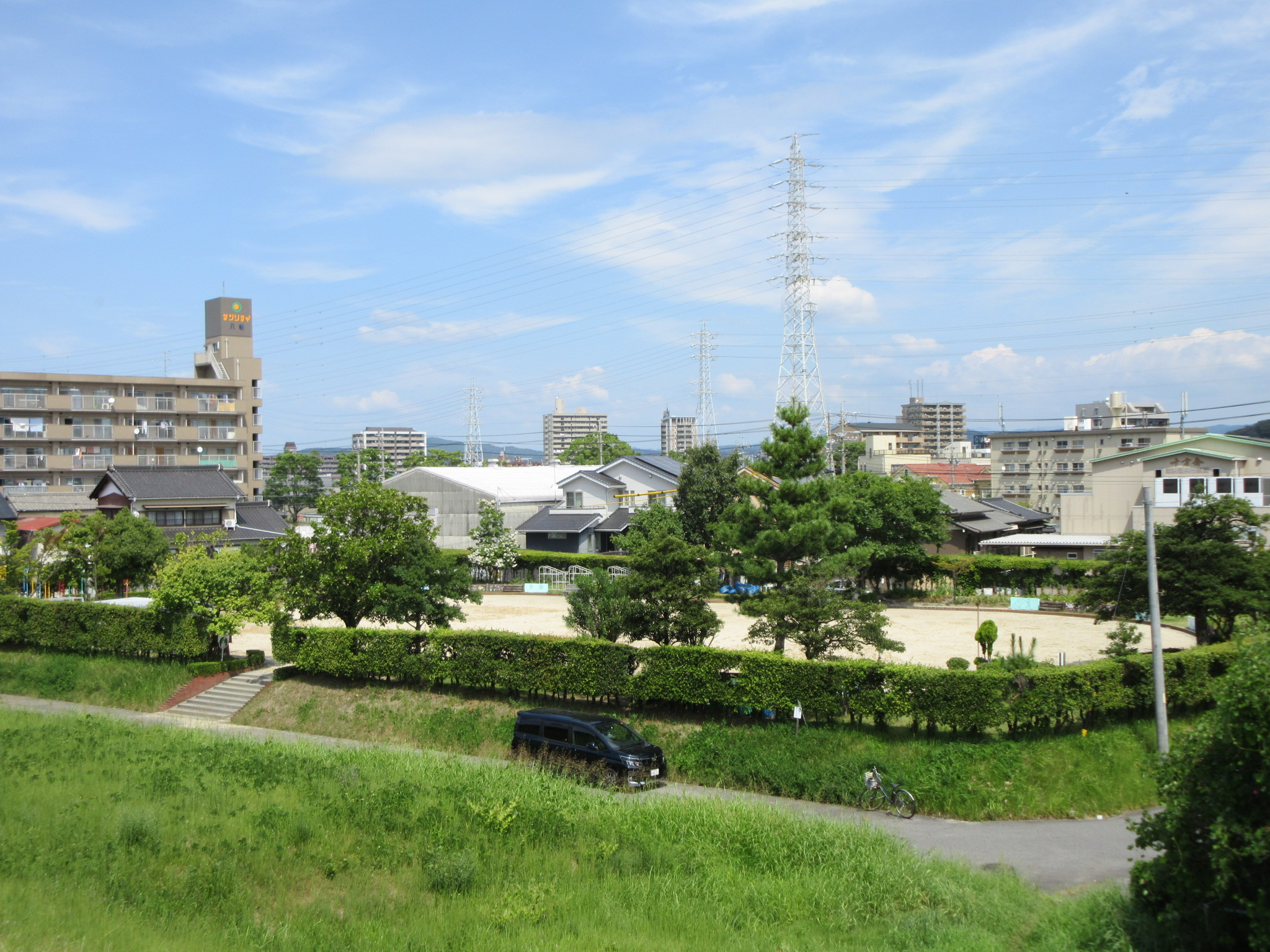
八帖公園

## その他

### 日本郵便
- 郵便番号 : 444-0924[4]（集配局：岡崎郵便局[13]）。

## 参考資料
- 「角川日本地名大辞典」編纂委員会 編『角川日本地名大辞典 23 愛知県』角川書店、1989年3月8日。ISBN 4-04-001230-5。
- 有限会社平凡社地方資料センター 編『日本歴史地名体系第23巻 愛知県の地名』平凡社、1981年。ISBN 4-582-49023-9。